# Institut Karolinska
Institut Karolinska je medicinski univerzitet koji se nalazi u Solni, delu Stokholma, Švedska. Karolinska je jedan od najvećih i najprestižnijih medicinskih univeziteta na svetu.

## Istorijat
Institut Karolinska je osnovan 1810. godine kao "akademija za vežbanje veštih vojnih hirurga" radi bolje pripremljenosti u slučaju rata. Već iduće godine Institut Karolinska je počeo sa obučavanjem ne samo hirurga, već i medicinskog osoblja uopšte. 1861. godine Institut Karolinska dobija i status univerziteta. 1930. godine je odlučeno da uz Institut bude otvorena i bolnica, nazvana Karolinska bolnica, kako bi se spojile teoretske i praktične funkcije. Karolinska bolnica je zvanično otvorena 1940. godine. 

## Spoljašnje veze
- Karolinska Institutet - Official site